# Degerfors köping
Denna artikel handlar om den tidigare kommunen Degerfors köping. För orten se Degerfors, för dagens kommun, se Degerfors kommun.
Degerfors köping var en tidigare kommun i Örebro län.

## Administrativ historik
1 juni 1912 inrättades municipalsamhället Jannelund i Karlskoga landskommun varur Degerfors landskommun med municipalsamhälle utbröts 1925. Jannelunds municipalsamhälle uppgick 1938 i det då bildade Degerfors municipalsamhälle. 1943 bildades Degerfors köping genom ombildning av Degerfors landskommun och dess municipalsamhälle som dock upplösts sista december 1941.
1967 inkorporerades Nysunds församling, som sen 1952 tillhört Svartå landskommun, samt två mindre områden: Ett område med 700 invånare och omfattande en areal av 28,36 kvadratkilometer, varav 27,00 land från Kvistbro församling i Lekebergs landskommun samt ett obebott område omfattande en areal av 8,73 kvadratkilometer, varav allt land, från Skagershults församling i Laxå köping. 1971 uppgick köpingen i den nybildade Degerfors kommun.
Köpingen tillhörde Degerfors församling, och från 1967 också Nysunds församling.

## Kommunvapen
Blasonering: I fält av silver en av vågskuror bildad blå balk, belagd med ett järnmärke mellan två kugghjul, alla av silver.

## Geografi
Degerfors köping omfattade den 1 januari 1952 en areal av 101,38 km², varav 94,77 km² land. Efter nymätningar och arealberäkningar färdiga den 1 januari 1960 omfattade köpingen den 1 november 1960 en areal av 115,32 km², varav 103,07 km² land.

### Tätorter i kommunen 1960
| Tätort    | Folkmängd |
| --------- | --------- |
| Degerfors | 7 848     |
| Strömtorp | 652       |

Tätortsgraden i kommunen var den 1 november 1960 89,5 procent.

## Politik

### Mandatfördelning i valen 1942-1966
| 3 | 22 | 3 | 2 |

| 28 |

| 6 | 18 | 2 | 3 |  |

| 26 |

| 3 | 20 |  | 5 |  |

| 26 |

| 4 | 18 |  | 5 | 2 |

| 26 |

| 3 | 20 | 2 | 3 | 2 |

| 27 |

| 2 | 20 | 3 | 3 | 2 |

| 27 |

| 4 | 22 | 7 | 4 |  | 2 |

| 35 |